# IC 211
IC 211 је спирална галаксија у сазвјежђу Кит која се налази на листи објеката дубоког неба у Индекс каталогу.
Деклинација објекта је + 3° 51' 7" а ректасцензија 2h 11m 8,0s. Привидна величина (магнитуда) објекта IC 211 износи 13,0 а фотографска магнитуда 13,7. IC 211 је још познат и под ознакама UGC 1678, MCG 1-6-53, CGCG 413-57, IRAS 02085+0337, KUG 0208+036, KCPG 59A, PGC 8360.